# Estadio Thani bin Jassim
El Estadio Thani bin Jassim (en árabe: ملعب ثاني بن جاسم), también conocido como Estadio Al-Gharafa, es un estadio multiusos ubicado en la ciudad de Rayán, Catar (dentro del área metropolitana de Doha). Fue inaugurado en 2003, reconstruido en 2007, y remodelado en 2020, posee actualmente una capacidad para 25 000 personas. 
Se utiliza principalmente para disputar partidos de fútbol, y aquí juegan el club Al-Gharafa SC que compite en la Qatar Stars League, la primera división del país, y el Umm Salal SC. 
En 2011 fue uno de los cinco estadios elegidos por Catar para la Copa Asiática 2011, en donde albergó 8 partidos.
En un primer momento se planeaba tener al estadio como una de las sedes para la Copa Mundial de Fútbol de 2022 pero dicha idea fue descartada.